# HD26571
HD26571 — хімічно пекулярна зоря спектрального класу B8, що має видиму зоряну величину в смузі V приблизно  6,1.
Вона  розташована на відстані близько 1032,1 світлових років від Сонця.

## Пекулярний хімічний вміст
Зоряна атмосфера HD26571 має підвищений вміст 
Si
.